# Pedro de Varela Ulloa
Pedro de Varela Ulloa (San Pedro de Villareda, Lugo, 8 de junio de 1737 - Madrid, 10 de junio de 1797) fue un hacendista y político español.  

## Biografía
Era ya consejero de Estado en 1795, siendo ministro gobernador del Consejo de Indias. El rey Carlos IV le nombró, tras desempeñar el cargo de secretario de Marina durante los años de 1795 y 1796, secretario de Estado y del Despacho Universal de Hacienda desde el 28 de octubre de 1796 al 10 de junio de 1797, fecha en la que falleció.